# Elena Mikhaylichenko
Elena Anatolyevna Mikhaylichenko (russo:  Елена Анатольевна Михайличенко; IPA: [ɪ̯ɪˈlʲenə mʲɪxəɪ̯lʲɪˈtɕenkə]; Tolyatti, 14 de setembro de 2001) é uma handebolista profissional russa, medalhista olímpica.

## Carreira
Mikhaylichenko conquistou a medalha de prata com a equipe do Comitê Olímpico Russo nos Jogos Olímpicos de Verão de 2020 em Tóquio, após confronto contra a Seleção Francesa de Handebol Feminino na final.